# ベロポルスキア (小惑星)
ベロポルスキア (1004 Belopolskya) は小惑星帯に位置する小惑星。
クリミア半島のシメイズ天文台でソビエト連邦の天文学者セルゲイ・ベリャフスキーが発見した。
ロシアの天文学者アリスタルフ・ベロポルスキ (Aristarkh Apollonovich Belopolsky, Аристарх Аполлонович Белопольский) に因んで命名された。